# American Family Field
O American Family Field é um estádio localizado em Milwaukee, Wisconsin (EUA). É a casa do time de baseball da MLB Milwaukee Brewers. 
Começou a ser construído em novembro de 1996 em substituição ao antigo Milwaukee County Stadium. Após diversos atrasos (entre eles, um acidente que matou três trabalhadores), o Miller Park foi inaugurado em 6 de abril de 2001 com capacidade para 43.000 torcedores. Após o fim da temporada de 2020 da MLB, com o fim do acordo de naming rights anterior, o estádio passou a se chamar American Family Field, com capacidade para 41.900 torcedores.
Tem um teto retrátil único entre os estádios da MLB. Duas seções, uma partindo da 1ª base e outra da 3ª base, fechando o teto no centro (como um leque). Custou US$ 400 milhões de dólares na construção, US$ 90 milhões a mais que o previsto.
Foi sede do All-Star Game da MLB de 2002.

## Galeria
- Visão externa do estádio.
- Visão aérea do estádio.